# Václav Pšenička senior

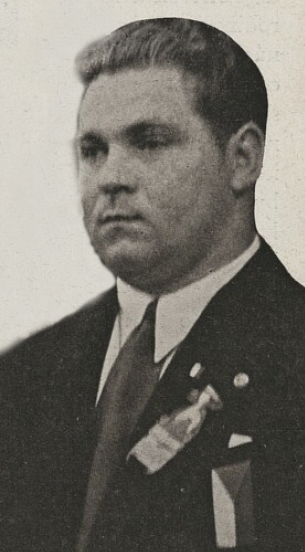
Václav Pšenička

Václav Pšenička senior (* 26. Oktober 1906; † 25. April 1961 in Prag) war ein tschechoslowakischer Gewichtheber.

## Werdegang
Václav Pšenička wuchs in Prag auf und kam als junger kräftiger Mann zum Gewichtheben. Schon bald war er der beste tschechoslowakische Gewichtheber im Halbschwergewicht und wurde zu den Olympischen Spielen 1928 nach Amsterdam entsandt. Dort gewann er noch keine Medaille. Aber 1932 und 1936 gewann er jeweils eine Silbermedaille bei Olympischen Spielen. Sein großer Widerpart ab 1934 war der deutsche Meister Josef Manger, den er nur einmal besiegen konnte: bei den Europameisterschaften 1934, als Manger noch ein Anfänger mit 20 Jahren war. Nach dem Zweiten Weltkrieg hatte er große Freude an seinem Sohn Václav Pšenička junior, der vielfacher tschechoslowakischer Meister im Gewichtheben wurde und einer der besten europäischen Gewichtheber seiner Gewichtsklasse war.

## Internationale Erfolge
(OS = Olympische Spiele, WM = Weltmeisterschaft, EM = Europameisterschaft, HS = Halbschwergewicht, S = Schwergewicht)
- 1928, 5. Platz, OS in Amsterdam, HS, mit 335 kg, hinter Sayed Nosseir, Ägypten, 355 kg, Louis Hostin, Frankreich, 352,5 kg, Verheyen, Niederlande, 337,5 kg und Jakob Vogt, Deutschland, 335 kg;
- 1929, 2. Platz, EM in Wien, HS, mit 347,5 kg, hinter Vogt, 350 kg und vor Karl Bierwirth, Deutschland, 335 kg;
- 1931, 4. Platz, EM in Luxemburg, S, mit 362,5 kg, hinter Nosseir, 395 kg, Ries, Deutschland, 367,5 kg und Josef Straßberger, Deutschland;
- 1932, Silbermedaille, OS in Los Angeles, S, mit 377,5 kg, hinter Jaroslav Skobla, Tschechoslowakei, 380 kg und vor Straßberger, 377,5 kg;
- 1934, 1. Platz, EM in Genua, S, mit 385 kg, vor Josef Manger, Deutschland, 382,5 kg und Straßberger, 382,5 kg;
- 1935, 3. Platz, EM in Paris, S, mit 382,5 kg, hinter Manger, 395 kg und Ronald Walker, Großbritannien, 382,5 kg;
- 1936, Silbermedaille, OS in Berlin, S, mit 402,5 kg, hinter Manger, 410 kg und vor Arnold Luhaäär, Estland, 400 kg;
- 1937, 2. Platz, WM in Paris, S, mit 405 kg, hinter Manger, 420 kg und vor Heinz Schattner, Deutschland, 395 kg

## Nationale Erfolge
Václav Pšenička wurde insgesamt 14 mal tschechoslowakischer Meister im Halbschwer- und Schwergewicht.

## Weltrekord
im olympischen Dreikampf
- 407,5 kg, 1936 in Prag, S